# Вайт-Гіт (Іллінойс)
Вайт-Гіт (англ. White Heath) — переписна місцевість (CDP) в США, в окрузі Піатт штату Іллінойс. Населення — 251 особа (2020).

## Географія
Вайт-Гіт розташований за координатами 40°5′13″ пн. ш. 88°30′42″ зх. д. / 40.08694° пн. ш. 88.51167° зх. д. (40.086877, -88.511630).  За даними Бюро перепису населення США в 2010 році переписна місцевість мала площу 0,90 км², уся площа — суходіл.

## Демографія
Згідно з переписом 2010 року, у переписній місцевості мешкало 290 осіб у 120 домогосподарствах у складі 81 родини. Густота населення становила 323 особи/км².  Було 135 помешкань (150/км²).
Расовий склад населення:
| - 98,3 % — білих - 0,7 % — чорних або афроамериканців - 0,3 % — азіатів |

До двох чи більше рас належало 0,3 %. Частка іспаномовних становила 1,4 % від усіх жителів.
За віковим діапазоном населення розподілялося таким чином: 22,8 % — особи молодші 18 років, 61,7 % — особи у віці 18—64 років, 15,5 % — особи у віці 65 років та старші. Медіана віку мешканця становила 42,3 року. На 100 осіб жіночої статі у переписній місцевості припадало 92,1 чоловіків;  на 100 жінок у віці від 18 років та старших — 88,2 чоловіків також старших 18 років.
Середній дохід на одне домашнє господарство  становив 73 224 долари США (медіана — 41 250), а середній дохід на одну сім'ю — 81 828 доларів (медіана — 50 208). За межею бідності перебувало 4,3 % осіб, у тому числі 0,0 % дітей у віці до 18 років та 0,0 % осіб у віці 65 років та старших.
Цивільне працевлаштоване населення становило 152 особи. Основні галузі зайнятості: науковці, спеціалісти, менеджери — 25,0 %, мистецтво, розваги та відпочинок — 25,0 %, будівництво — 14,5 %, роздрібна торгівля — 10,5 %.